# Паметник на св. св. Кирил и Методий (Плевен)
Паметникът на Кирил и Методий в град Плевен е създаден по проект – дарение за Общината от архитект Анатоли Христов и е открит на 24 май 2017 г. Паметникът се намира в градинката на улица „Кирил и Методий“, между улиците „Полтава“ и „Бенковски“.

## Композиция
Паметникът представлява колона, облечена с черен гранит, внос от Украйна. Върху нея се намира барелеф на св. св. Кирил и Методий.

## История
През 1997 г., по инициатива на Историческо дружество – клон Плевен, на сградата на Окръжен съд – Плевен е монтиран барелеф на солунските братя Кирил и Методий. Дело е на плевенския скулптор Димитър Цонков, който го дарява на община Плевен. Разрешението за монтажа е получено от Министерството на правосъдието, което се явява собственик на сградата. Фасадата на Съдебната палата се оказва неподходящо място за чествания на Деня на българската просвета и култура и на славянската писменост. Затова се стига до предложение за преместване на барелефа, като средствата за преместване на барелефа и изграждането на паметника са осигурени от общинския бюджет.